# Gonialoe dinteri
Gonialoe dinteri, és una espècie de planta amb flors de la família de les asfodelàcies (Asphodelaceae). És originari de zones àrides d'Angola i Namíbia.

## Descripció

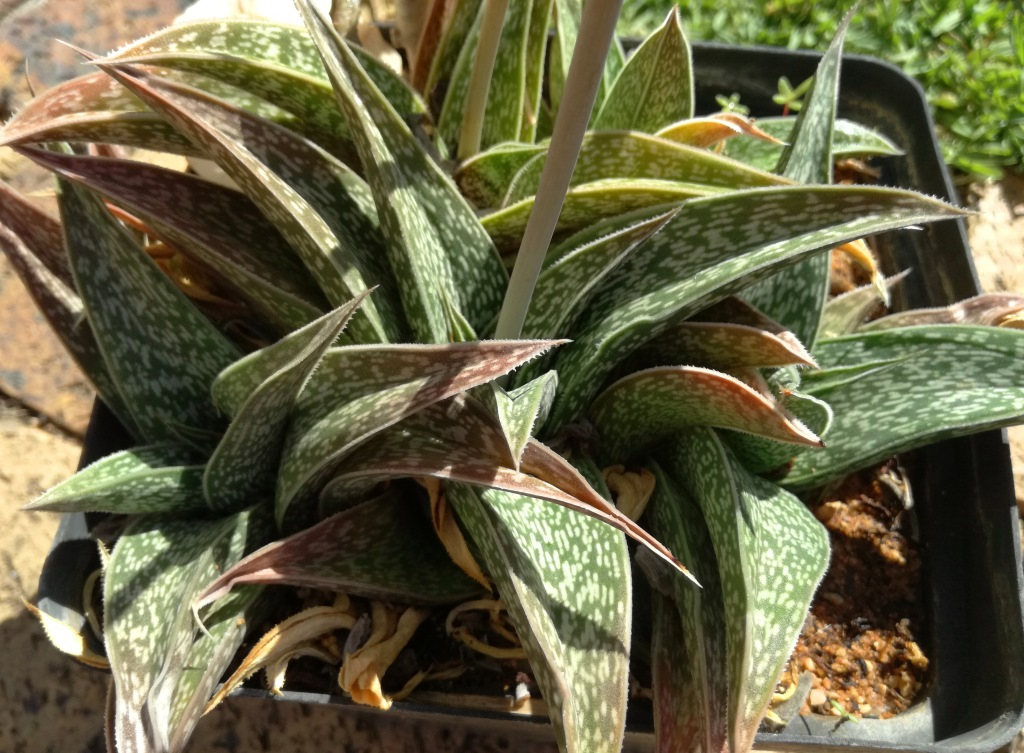
Detall de fulla

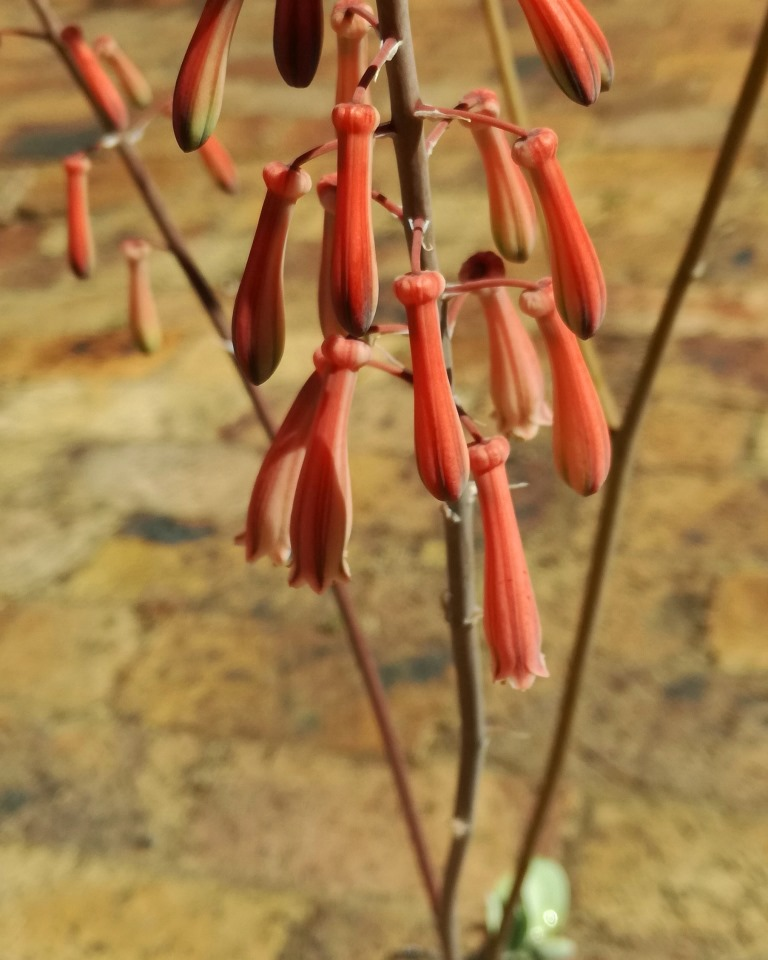
Detall de la flor

Les plantes formen rosetes sense tija de fins a 30 cm d'amplada. Els fillols, més petits, de vegades surten de la tija principal. Les fulles són llargues i triangulars afilades de color verd marronós fosc amb taques lineals blanques i marges cartilaginosos. Les inflorescències multiramificades altes i molt fines apareixen de gener a març, amb petites flors escasses de color rosa pàl·lid i de vegades blavoses.
Tot i que aquesta espècie té un aspecte bastant similar a les seves dues espècies germanes, es pot distingir de Gonialoe sladeniana per les seves fulles més llargues que corben cap avall, i es pot distingir de Gonialoe variegata per la seva gran mida, la seva inflorescència més escassa i fina i les taques les fulles són més lineals, gairebé fins al punt de ser ratlles. Les bràctees de G. dinteri tenen 3 nervis, a diferència de les seves espècies germanes que són 1 nerviades. G. dinteri també té una arrel inusualment gran; les seves arrels formen un percentatge molt més gran del seu pes corporal que tota la resta de plantes juntes.

## Distribució i hàbitat
Gonialoe dinteri es troba en poblacions escasses a través d'una àrea àrida àmplia de Namíbia i al voltant de les vores del desert de Namib. Normalment es presenta en esquerdes profundes de roca calcària o granit, o bé creix sota matolls. Es troba a la Llista vermella de la UICN sota el sinònim d'espècie Aloe dinteri.
La poca pluja que hi ha en aquesta zona, que acostuma a caure a l'estiu. Cap al sud, a mesura que el clima dona pas a un clima de pluja hivernal, Gonialoe dinteri se substitueix per Gonialoe sladeniana que habita la zona intermèdia central i, finalment, per Gonialoe variegata fins i tot més al sud, on predomina el clima de pluges hivernals.

## Cultiu
Aquesta espècie es pot cultivar en cultiu, però necessita condicions seques i un sòl porós molt ben drenat. És relativament resistent al fred, a causa de les baixes temperatures nocturnes del seu hàbitat desèrtic.

## Taxonomia
Antigament, G. dinteri formava part de la sèrie Serrulatae d'espècies d'Àloe molt relacionades, juntament amb Aloe sladeniana i Aloe variegata. Estudis filogenètics recents han demostrat que aquestes tres espècies constitueixen possiblement un gènere completament separat, amb el nom de Gonialoe. Tot i que aquesta espècie té un aspecte bastant similar a les seves dues espècies germanes, es pot distingir fàcilment d'aquestes per la seva inflorescència més curta i intensa amb flors rosades més grans.
Gonialoe dinteri va ser descrita per (A.Berger) Boatwr. & J.C.Manning, i publicat a Syst. Bot. 39: 69, a l'any 2014.
Etimologia
Gonialoe: és una paraula composta per dues paraules, gori- derivada del grec antic γόνος "descendent" i aloe derivada del grec antic αλοη, que segurament el pren de l'àrab alloeh o de l'hebreu halal, que significa "substància amarga i brillant".
vdinteri: epítet atorgat en honor del botànic alemany Kurt Dinter.
Sinonímia
- Aloe dinteri A.Berger in K.Dinter, Neue Pfl. Südw.-Afr.: 14 (1914).(Basiònim/sinònim substituït)
- Tulista dinteri (A.Berger) G.D.Rowley, Alsterworthia Int. 14(2): 22 (2014).[12]